# Biasmia guttata
Biasmia guttata là một loài bọ cánh cứng trong họ Cerambycidae.